# Jacky Moucq
Jean-Jacques (Jacky) Moucq (Ukkel, 11 maart 1922 - Eigenbrakel, 1 januari 2008) was een Belgisch hockeyer.

## Levensloop
Moucq was actief bij Racing.
Daarnaast maakte hij deel uit van het Belgisch hockeyteam. Met de nationale ploeg nam hij deel aan de Olympische Zomerspelen van 1952. Vier jaar eerder - in 1948 - was hij reservespeler.
Na zijn spelerscarrière was hij onder meer coach van het Belgisch zaalhockeyteam, waarmee hij zilver behaalde op het Europees kampioenschap van 1976.